# بیمارستان قدیمی فیروز کوه
بیمارستان قدیمی فیروز کوه مربوط به دوره پهلوی است و در فیروز کوه، ایستگاه راه آهن واقع شده و این اثر در تاریخ ۳۰ تیر ۱۳۸۴ با شمارهٔ ثبت ۱۲۲۸۲ به‌عنوان یکی از آثار ملی ایران به ثبت رسیده است.